# Alhabia
Alhabia es un municipio español de la provincia de Almería, Andalucía. En  2017 contaba con 678 habitantes. Su extensión superficial es de 16 km² y tiene una densidad de 43,3 hab/km². Se encuentra situado a una altitud de 295 metros y a 27 kilómetros de la capital de provincia, Almería.

## Toponimia
El topónimo de Alhabia tiene un origen discutido. Si bien la procedencia del árabe es innegable, hay quienes se inclinan por un significado de tienda de campaña y quienes prefieren estanque de agua. Sea cual sea el significado, se tiene constancia de que la evolución fue la siguiente: Hayva => Aljaiba => Aljabia => Aljabiati para en 1587 aparecer por primera vez el primer registro del nombre actual.

## Geografía física

### Orografía
El término municipal de Alhabia abarca cotas desde los 250 hasta los 601 m s. n. m., en el Morrón de la Viña. Por su parte, el casco urbano se encuentra a una altitud de 295 metros.

### Clima
El término municipal de Alhabia disfruta de un clima mediterráneo, con veranos intensos e inviernos suaves, aunque con alguna posibilidad de heladas. Las precipitaciones son escasas, tanto es así que en ocasiones ha sido el punto con menor precipitación del país durante el año hidrográfico.

### Riesgos naturales
El municipio de Alhabia todavía no cuenta con un PTEL que cumpla con la Ley 5/2010 sobre autonomía local.

## Historia
Las primeras menciones de un asentamiento humano en el lugar datan del siglo XII, constatando la existencia de una alquería, según Al-Idrisi, en el punto donde se encuentran los ríos Andarax y Nacimiento. Según estos textos, se formaba un lago en la zona, por lo que fue elegida para la construcción durante el siglo IX de unos de los veinte castillos que protegerían Urs al-Yaman. En el siglo posterior, la primigenia Alhabia pasaría a formar parte de la Taha de Marchena. Por entonces, la base de la economía era la agricultura, aunque también existen indicios que atestiguan una relevante actividad alfarera.
El terremoto acaecido en 1522 destruyó gran parte del pueblo, incluyendo el castillo anteriormente mencionado, sobreviviendo solamente algún aljibe y un pequeño trozo de muralla.
La historia de Alhabia como municipio independiente comienza en el año 1835, con la abolición del señorío de Maqueda y Arcos.

## Geografía humana

### Organización territorial
El municipio carece de cualquier otro núcleo de población.

### Demografía
Cuenta con una población de 725 habitantes (INE 2024).
| Gráfica de evolución demográfica de Alhabia entre 1842 y 2021                                                         |
| |
| Población de derecho según los censos de población del INE. Población de hecho según los censos de población del INE. |

### Economía

#### Evolución de la deuda viva municipal
| Gráfica de evolución de Deuda viva del Ayuntamiento de Alhabia entre 2008 y 2019                                |
| |
| Deuda viva del Ayuntamiento de Alhabia en miles de Euros según datos del Ministerio de Hacienda y Ad. Públicas. |

## Símbolos
Alhabia consiguió una autorización por parte de la Junta de Andalucía para adoptar sus símbolos en julio de 1996, pero no ejerció ese derecho hasta finales de 2004. El municipio cuenta con un escudo y bandera adoptados de manera oficial.

### Escudo
Su descripción heráldica es la siguiente:

Escudo de sinople y un cántaro de oro, en punta ondas de plata y azur. Al timbre corona real española cerrada.

### Bandera
La enseña del municipio tiene la siguiente descripción:

Paño rectangular en proporción 1:2 partido por la mitad vertical siendo verde la parte al asta y amarillo oro la parte al 
batiente. Cargado sobre la mitad verde, un cántaro amarillo de la mitad de altura que la bandera y anchura proporcional a la exigencia 
de la figura.

## Política

#### Alcaldes
| Mandato    | Nombre del alcalde           | Partido político                   |
| ---------- | ---------------------------- | ---------------------------------- |
| 1979-1983  | Francisco Castellón Díaz     | UCD                                |
| 1983-1987  | Francisco Romero Jordán      | PSOE                               |
| 1987-1991  | Francisco Romero Jordán      | PSOE                               |
| 1991-1995  | José Antonio Cortés Martínez | Agrupación de electores de Alhabia |
| 1995-1999  | José Núñez Castilla          | PSOE                               |
| 1999-2003  | José Núñez Castilla          | PSOE                               |
| 2003-2007  | José Núñez Castilla          | PSOE                               |
| 2007-2011  | José Núñez Castilla          | PSOE                               |
| 2011-2015  | José Núñez Castilla          | PSOE                               |
| 2015-2019  | José Núñez Castilla          | PSOE                               |
| 2019-2023  | José Núñez Castilla          | PSOE                               |
| desde 2023 | Luis Manuel Martínez Amate   | PP                                 |

## Servicios públicos

### Educación
En relación con la educación obligatoria cuenta con un centro de educación infantil, uno de educación primaria y uno de enseñanza secundaria obligatoria, según el Instituto de Estadística y Cartografía (2015).

### Sanidad
El municipio cuenta con un consultorio, dependiente del Complejo Hospitalario Torrecárdenas, que da servicio de lunes a viernes.

## Cultura

### Patrimonio
- Castillo Pago de los Nietos: Se trata de una fortificación de origen probablemente musulmán, aunque se encuentra rodeado de vestigios muy anteriores, romanos y medievales.[15]

## En las artes y la cultura popular
El grupo británico Orchestral Manoeuvres in the Dark (OMD) grabó en este municipio el videoclip de "So In Love", en el año 1985.